# UM44K
UM44K foi um duo musical brasileiro formado por Luan Otten (Rio de Janeiro, 22 de janeiro de 1996) e Saulo Poncio (Rio de Janeiro, 26 de dezembro de 1995). Lançaram o primeiro EP em agosto de 2017, intitulado UM44K Acústico. Em janeiro de 2019, lançaram o primeiro álbum intitulado Tudo Que Sonhamos. Em abril de 2020, a dupla chegou ao fim.

## Carreira
A dupla se conheceu em 2015, através de um amigo em comum, e nesse mesmo dia escreveram uma música juntos e através dessa sintonia se tornaram amigos. Em 2016, criaram um canal no YouTube, no qual começaram a publicar vídeos com músicas autorais. Eles batizaram o projeto como UM44K, que segundo os integrantes representa a passagem bíblica de Apocalipse 7:2-4, a qual conta que 144 mil pessoas puras de alma foram salvas por Deus antes da destruição. Em pouco tempo de carreira, a dupla se tornou um sucesso na internet e passaram a compor para outros artistas, como Ludmilla, Iza e Nego do Borel. Em janeiro de 2017, devido a alta repercussão dos vídeos na internet, a dupla assinou contrato com a Warner Music. O primeiro single lançado pela dupla foi em fevereiro, a faixa "Isso É Ridículo" com participação do cantor Ari. Em abril, lançaram o segundo single, "4 da Manhã", que rapidamente se tornou uma das mais tocadas no país e ganhou disco de platina pelas 80 mil cópias vendidas.
No dia 25 de agosto, foi lançado o primeiro EP da dupla denominado UM44K Acústico, contendo canções novas e seus maiores sucessos no YouTube. Em maio de 2018, foi lançado o single "Nossa Música". A dupla emplacou duas músicas autorais na novela O Sétimo Guardião da Rede Globo, a canção "Nossa Música" e "Vim Para Ficar", que é cantada pela cantora   Iza.  Em setembro foi lançado como single "Solução" com participação da dupla sertaneja Matheus & Kauan.  No final de 2018 dois novos singles são liberados, "Grupo Bom" e "Tudo Que Sonhamos". No dia 18 de janeiro de 2019, foi lançado o primeiro álbum da dupla, denominado Tudo Que Sonhamos, tendo nove músicas emplacadas no Top 200 do Spotify. Em abril de 2019, lançaram "Combate" como terceiro single do álbum. Em novembro foi lançado o single "Falso Amor", em parceria com o cantor Ferrugem. Em março de 2020 lançaram o single "Melhor Pensar". Em abril, o duo chegou ao fim.

## Discografia
Álbuns de estúdio
- Tudo Que Sonhamos (2019)

## Prêmios e indicações
| Ano  | Prêmio                  | Categoria         | Indicação           | Resultado | Ref.   |
| ---- | ----------------------- | ----------------- | ------------------- | --------- | ------ |
| 2018 | Prêmio Jovem Brasileiro | Aposta            | UM44K               | Indicado  | [ 36 ] |
| 2018 | Meus Prêmios Nick       | Revelação Musical | UM44K               | Indicado  | [ 37 ] |
| 2019 | Prêmio Jovem Brasileiro | Clipe Bombástico  | "Tudo Que Sonhamos" | Indicado  |        |